# La Réserve de Beaulieu Hôtel & Spa
La Réserve de Beaulieu & Spa est un hôtel classé 5 étoiles situé dans la commune de Beaulieu-sur-Mer, en France. L'établissement est membre de l'organisation : The Leading Hotels of the World. En 1997, il fut acheté par Nicole et Jean-Claude Delion  également propriétaire de La Résidence de la Pinède à Saint-Tropez.
Winston Churchill et Pablo Picasso furent notamment des hôtes illustres de l'hôtel durant le XXe siècle.